# Eek-A-Mouse
Eek-A-Mouse (настоящее имя Риптон Джозеф Хилтон, англ. Ripton Joseph Hylton) (19 ноября 1957, Кингстон, Ямайка) — ямайский музыкант в стиле регги.

## Биография
Джозеф Хилтон начал сочинять регги, когда учился в колледже. Тогда он выпустил два сингла под своим именем. После он работал на саунд-системах, и выпустил ещё нескольких синглов.
В 1979 году он взял себе псевдоним Eek-a-Mouse. К концу 1980 года, он связывается с продюсером Генри «Джунджо» Лоусом, с которым он в 1981 выпускает хит «Virgin Girl».
В 1981 году он выступал на фестивале Reggae Sunsplash, он пел перед аудиторией которая все ещё скорбила по поводу смерти Боба Марли. Его связь с Lawes привела к нескольким успешным синглам и альбомам, а в 1982 году были выпущены такие хиты, как «Wild Like a Tiger», «For Hire and Removal», «Do You Remember», и «Ganja Smuggling». В том же году он выпустил свой второй альбом — «Wa Do Dem». Песня «Operation Eradication» была написана под воодушевлением убийства близкого друга DJ Errol Scorcher.
Альбом «Skidit» был выпущен спустя год. В 1983 году последовали альбомы «Mouse and the Man», который был подготовлен продюсером Linval Thompson, и «Mouseketeer», опять вместе с Lawes. Он также фигурирует в нескольких dancehall альбомах той эпохи, в том числе International and Live at Skateland.
Во второй половине десятилетия его популярность пошла немного на убыль, и он уехал в Соединенные Штаты и выпустил там альбом «Assassinator» в 1985 году (его первый релиз США), подготовленные Anthony and Ronald Welch. Он также совершил поездку в Великобританию и в том же году записал там альбом «The King and I», ориентированный на рок-аудиторию, к которой он начал приближаться.
Его альбом «EEK-A-Nomics» 1988 года заставил обратить на него взгляды международной аудитории, выступил в клубе «Freak», и он подписал договор с Island Records в 1989 году. Он стал снова известен в 1991 году с альбомом «U-Neek», который по прежнему имел рок-ориентированный стиль. Потом пошёл период относительной тишины, после чего вернулся в 1996 году с альбомом «Black Cowboy».

## Дискография
- Bubble Up Yu Hip (1980), Greensleeves
- Wa-Do-Dem (1981), Shanachie
- Skidip! (1982), Shanachie
- The Mouse and the Man (1983), Shanachie
- Assassinator (1983), RAS
- Live At Reggae Sunsplash (1983), Sunsplash (with Michigan & Smiley)
- Mouseketeer (1984), Greensleeves
- The King and I (1985), Original Sounds/(1986), RAS
- Eek-A-Nomics (1988), RAS
- U-Neek (1991), Mango
- Black Cowboy (1996), Explicit
- Eeeksperience (2001), Coach House
- Mouse Gone Wild (2004), Sanctuary
- Eek-A-Speeka (2004), Greensleeves
- Live in San Francisco (2006), 2B1
- Eekziled (2011)

### Компиляции
Mouse-A-Mania (1987), RAS
The Very Best Of (1987), Greensleeves
Ras Portraits (1997), RAS
At His Best (1998)
The Very Best Of Vol.2 (2003), Shanachie
Most Wanted (2009), Greensleeves
Ganja Smuggling (2009)
Reggae Anthology: Eek-Ology (2013), VP
(2023) No Stress with Dj Bestixxx